# ایوان تروخو
ایوان تروخو (اسپانیایی: Iván Trevejo‎؛ زادهٔ ۱ سپتامبر ۱۹۷۱) شمشیرباز اهل کوبا-فرانسه بود.